# 討拉特

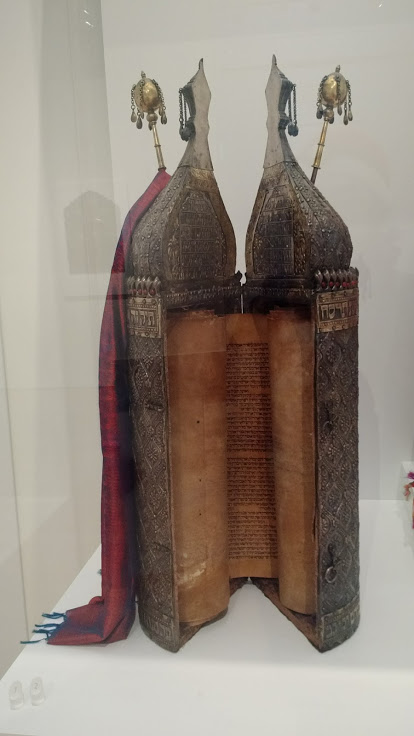
希伯來聖經卷軸

討拉特（阿拉伯语：‎，羅馬化：Tawrat）是妥拉的阿拉伯語名稱。穆斯林相信《討拉特》是伊斯蘭聖書，由真主賜予以色列的後裔中的先知及使者。《討拉特》相當於猶太教及基督教中的摩西五經，亦可能包含希伯來聖經的其他經卷，以及猶太教中的《塔木德》及《米德拉什》。
我確已降示《討拉特》，其中有嚮導和光明，歸順真主的眾先知，曾依照它替猶太教徒進行判決，一般明哲和博士，也依照他們所奉命護持的天經而判決，並為其見證，故你們不要畏懼人，當畏懼我，不要以我的跡象去換取些微的代價。誰不依照真主所降示的經典而判決，誰是不信道的人。——《古蘭經》第5章第44節，馬堅譯本

## 古蘭經的提及
「討拉特」這個詞在《古蘭經》中出現了18次，穆薩（摩西）的名字在《古蘭經》中出現了136次。《古蘭經》並無經文宣稱只有穆薩獲賜予《討拉特》；相反，《古蘭經》寫道，先知以《討拉特》管治猶太教民。 
據《古蘭經》稱，《討拉特》是包含真主律例的管治經文。
他們有《討拉特》，其中有真主的律例，怎麼還要請你判決，而後又違背你的判決呢？這等人，絕不是信士。——《古蘭經》第5章第43節，馬堅譯本
《古蘭經》提到摩西律法：
我在《討拉特》中對他們制定以命償命，以眼償眼，以鼻償鼻，以耳償耳，以牙償牙；一切創傷，都要抵償。自願不究的人，得以抵償權自贖其罪愆。凡不依真主所降示的經典而判決的人，都是不義的。——《古蘭經》第5章第45節，馬堅譯本
希伯來聖經的《出埃及記》中的對應經文：
若有別害，就要以命償命，以眼還眼，以牙還牙，以手還手，以腳還腳，以烙還烙，以傷還傷，以打還打。——《聖經·出埃及記》第21章第23至25節，和合本
根據《古蘭經》第7章第157節所稱，《討拉特》及《引支勒》（福音書）中都有提及穆罕默德。
他們順從使者——不識字的先知，他們在自己所有的《討拉特》和《引支勒》中發現關於他的記載。他命令他們行善，禁止他們作惡，准許他們吃佳美的食物，禁戒他們吃污穢的食物，卸脫他們的重擔，解除他們的桎梏，故凡信仰他，尊重他，援助他，而且遵循與他一起降臨的光明的人，都是成功者。——《古蘭經》第7章第157節，馬堅譯本
《討拉特》在第5章第110節中被爾撒（耶穌）提及。
那時，真主將說麥爾彥之子爾撒啊！你當記憶我所賜你和你母親的恩典。當時，我曾以玄靈扶助你，你在搖籃裏，在壯年時，對人說話。當時，我曾教你書法、智慧、《討拉特》和《引支勒》。當時，你奉我的命令，用泥捏一隻像鳥樣的東西，你吹氣在裏面，它就奉我的命令而飛動。你曾奉我的命令而治療天然盲和大麻瘋。你又奉我的命令而使死人復活。當時，我曾阻止以色列的後裔傷害你。當時，你曾昭示他們許多跡象，他們中不信道的人說：「這只是明顯的魔術。」——《古蘭經》第5章第110節，馬堅譯本
一些經文呼應希伯來聖經之內容，例如第48章第29節，
穆罕默德是真主的使者，在他左右的人，對外道是莊嚴的，對教胞是慈祥的。你看他那鞠躬叩頭，要求真主的恩惠和喜悅，他們的標記就在他們的臉上，那是叩頭的效果。那是他們在《討拉特》中的譬喻。他們在《引支勒》中的譬喻，是他們像一棵莊稼，發出枝條，而他助它長大，而那枝條漸漸茁壯，終於固定在苗本上，使農夫欣賞。他將他們造成那樣，以便他借他們激怒外道。真主應許他們這等信道而且行善者，將蒙赦宥和重大的報酬。——《古蘭經》第48章第29節，馬堅譯本
見於希伯來聖經中的《詩篇》：
他要像一棵樹栽在溪水旁，按時候結果子，葉子也不枯乾。凡他所做的盡都順利。——《聖經·詩篇》‬第1章第3節，和合本
在地的山頂上，五穀必然茂盛（或譯：有一把五穀）；所結的穀實要響動，如黎巴嫩的樹林；城裏的人要發旺，如地上的草。——《聖經·詩篇》‬第72章第16節，和合本
他們年老的時候仍要結果子，要滿了汁漿而常發青，——《聖經·詩篇》‬第92章第14節，和合本
《討拉特》也被稱為支持《古蘭經》的作品，是真主的指引。
當我所啟示的真理降臨他們的時候，他們說：「他為甚麼不能獲得像穆薩所獲得的跡象呢？」難道他們沒有否認以前穆薩所獲得的跡象嗎？他們曾說：「是兩種互相印證的魔術。」他們曾說：「我們必定一概都不信。」你說：「如果你們是誠實的人，那末，你們拿一部經典來，只要是真主所啟示的，並且是比這兩部經典更能引導人類的，我就遵守它。」——《古蘭經》第28章第48至49節，馬堅譯本

## 聖訓的提及
穆罕默德曾屢次提述《討拉特》。他曾說，穆薩（摩西）是少數直接由真主得到啟示的先知之一，不需天使傳話。據聖訓記載，穆罕默德曾以《討拉特》決定如何處置通姦的猶太人。
伊本·歐麥爾傳述：部分猶太人來見穆聖，訴說他們中的一對男女犯了私通罪。穆聖問他們：「你們在《討拉特》中沒有發現關於私通的規定嗎？」他們說：「我們將揭發他們的醜行並處以鞭刑。」伊本·色倆目說:「你們說謊！《討拉特》中有石擊刑這一規定。」他們拿來《討拉特》展開，這時有個猶太人用手蓋住石擊刑經文，只讀其前後。伊本·色倆目對那人說：「你把手抬起來！」那人將手抬起，發現下面就是石擊刑經文。於是，他們說：「你說得對，穆罕默德！《討拉特》上確有石擊刑經文。」穆聖便下令用石頭擊斃二人。我見那男人撲在該女人身上，為她阻擋石塊。——艾布·達烏德輯錄，《艾布·達烏德聖訓集》
伊本·歐麥爾傳述：有人將犯了私通罪的一對猶太男女帶到穆聖那裏，穆聖便去會見猶太人。穆聖問他們：「你們發現《討拉特》中對私通者是怎樣規定的？」他們回答說：「將臉塗黑，倒騎毛驢，遊街示眾。」穆聖說：「如果你們所言屬實，就把《討拉特》拿來！」他們便將《討拉特》拿來誦讀，讀到有關石擊刑的經文時，誦讀的那個青年人把手放在有關石擊刑的經文上面，只讀前後經文。這時，隨同穆聖的伊本·色倆目對穆聖說：「你讓他把手抬起來！」那人將手抬起，發現下面就是有關石擊刑的經文。於是，穆聖下令將其二人處以極刑。伊本·歐麥爾說，我當時是行刑者之一，我看見那男的用自己身體為那女的阻擋石頭。——穆斯林·本·哈查吉輯錄，《穆斯林聖訓實錄全集》

## 外部連結
- 天經 - 討拉特 （页面存档备份，存于）
- A discussion of the Tawrat and some other scriptures （页面存档备份，存于）
- Does Quran confirm the Jewish Scripts? （页面存档备份，存于）
- Study Regarding the Tawrat （页面存档备份，存于）